# Jimmy Dugdale
James Robert Dugdale (Liverpool, 15 gennaio 1932 – 25 febbraio 2008) è stato un calciatore inglese che ha giocato nel ruolo di centrocampista.

## Palmarès

### Club

#### Competizioni nazionali
- Coppa d'Inghilterra: 2

West Bromwich: 1953-1954
Aston Villa: 1956-1957
- Charity Shield: 1

West Bromwich: 1954
- Second Division: 1

Aston Villa: 1959-1960
- Coppa di Lega inglese: 1

Aston Villa: 1960-1961